# Фёдоров, Владимир Константинович
Владимир Константинович Фёдоров (род. 27 декабря 1989, Челябинск, СССР) — российский режиссёр, художник-мультипликатор и сценарист мультипликационного кино, сценарист кино и телевидения, актёр. Член Профессионального союза художников России. Член Российского общества «Знание».

## Биография
C 2007 года начал свой творческий путь в КВН, был автором и актером в команде «Бомонд» (Челябинск, команда попала в Высшую лигу КВН 2012).
В 2014 году с коллегой по команде КВН Дарьей Чепасовой выступал в шоу «Не спать».
С 2013 года является автором и креативным продюсером шоу и сериалов в Comedy Club Production: «СашаТаня», «Однажды в России», «Игра», «Мультерны», «Зомбоящик».
С 2019 года является одним из создателей студии анимации «Мультограм» (Член Ассоциации анимационного кино).
Создатель и режиссёр образовательно-развлекательного проекта «МультиЗнания», состоящего из web-сериалов «Мультиратура» (награжден серебряной медалью Международного конкурса AEA—2021 (Весенний сезон) «ИСКУССТВО. СОВЕРШЕНСТВО. ПРИЗНАНИЕ» — Международная Академия современных искусств в 2021 году, специальный приз РФК на международной премии «Культура онлайн» в 2022 году), «МультиКосмос» (Лауреат национальной премии «Патриот» в 2021 году, спецприз МКФ «Циолковский» в 2022 году), «МультИстория».

### Семья
Жена — Мария Федорова (в девичестве — Бритвина), 1991 г. р., продюсер.

## Фильмография

### Режиссёр
- 2018 — Мультфильм «Однажды в России» для одноименной программы
- 2019 — Анимационный клип «Травой» певицы Бьянка

### YouTube-проекты
- 2017— 2020 — Анимационный web-сериал «МашаВова»
- 2018—2020 — Анимационный web-сериал «Mortal Combat Stars»
- 2020—н.в. — Анимационный web-сериал «Мультиратура»
- 2021—н.в. — Анимационный web-сериал «МультИстория»
- 2021—н.в. — Анимационный web-сериал «МультиКосмос»
- 2022— н.в. — Анимационный web-сериал «МультиГеография»

### Rutube-проекты
- 2022 — Анимационное шоу «МультНайтШоу»

### Сценарист
- 2007 — 2013 — КВН «Бомонд»
- 2014 — 2016 — «СашаТаня»
- 2014 — н.в. — «Однажды в России»
- 2017 — 2020 — Анимационный web-сериал «МашаВова»
- 2018 — 2020 — Анимационный web-сериал «Mortal Combat Stars»
- 2018 — Мультфильм «Однажды в России» для одноименной программы
- 2019 — Анимационный клип «Травой» певицы Бьянка
- 2019 — «Мультерны»
- 2020 — н.в. — Анимационный сериал «Василиса»
- 2020 — н.в. — Анимационный web-сериал «Мультиратура»
- 2021 — н.в. — Анимационный web-сериал «МультИстория»
- 2021 — н.в. — Анимационный web-сериал «МультиКосмос»
- 2021 — «Игра»
- 2022 — н.в. — Анимационный web-сериал «МультиГеография»
- 2022 — Анимационное шоу «МультНайтШоу»
- 2022 — н.в. — шоу «Галустян +1»

### Продюсер
- 2019 — «Мультерны»
- 2019 —н.в. — Анимационный сериал «Василиса»

## Награды
2021 — серебряная медаль Международного конкурса AEA—2021 (Весенний сезон) «ИСКУССТВО. СОВЕРШЕНСТВО. ПРИЗНАНИЕ» Международной академии современных искусств за проект «Мультиратура»
2021 — Специальный приз Москино на ОРФАК—2021 креативному продюсеру, режиссеру-постановщику сериала «Василиса» в номинации «За верность традициям отечественной анимации»
2022 — специальный приз МКФ «Циолковский» за проект «МультиКосмос»
2022 — специальный приз РФК на международной премии «Культура онлайн» за проект «МультиЗнания»